# Воин (фильм, 2011)
«Во́ин» (англ. Warrior) — спортивная драма режиссёра Гэвина О’Коннора о смешанных боевых искусствах. В главных ролях задействованы Джоэл Эдгертон и Том Харди, во второстепенной роли отца главных героев — Ник Нолти, номинированный за неё на премию «Оскар». Мировая премьера состоялась 9 сентября 2011 года.

## Сюжет
Том Конлон возвращается домой после четырнадцатилетнего отсутствия к отцу Пэдди, бывшему алкоголику, вступившему в сообщество Анонимных алкоголиков. Томми приходит в ярость от того, что его отец не хочет с ним пить, и не верит тому, что Конлон-старший покончил с пагубной привычкой. На следующий день Томми записывается в ближайший спортивный зал, где побеждает профессионального бойца Эрика «Бешеного пса» Граймса. После боя Томми просит отца помочь ему в тренировках, чтобы победить в турнире под названием «Спарта», но с условием того, что они не будут пытаться наладить собственные отношения.
Старший сын Пэдди и брат Томми, Брендан, учитель физики и бывший боец MMA, сталкивается с финансовыми проблемами, банк требует возврата ссуды, что ставит его семью на грань разорения. Брендан возвращается на ринг. О его первом бое становится известно в школе, что приводит к выговору от руководства учебного заведения и полному отстранению от ведения уроков без сохранения зарплаты. Не видя другого варианта, Брендан обращается к старому другу Фрэнку Кампане, чтобы тот начал его тренировать. После того, как боец, который должен был ехать на «Спарту», серьёзно повредил ногу во время пробежки, Кампана заменил его на Брендана.
Пэдди навещает Брендана, чтобы сообщить ему о возвращении Томми, но тот не хочет иметь никаких дел с отцом и хотя и простил его, но все ещё ему не доверяет. Неожиданно Конлан-младший обнаруживает, что в «Спарте» также участвует его брат. Брендан встречается с ним, но Томми так и не простил брата за то, что тот остался с отцом, когда разошлись их родители.
Видео, где Томми нокаутирует «Бешеного пса», расходится по всему интернету и становится лидером по просмотрам на YouTube. Его просматривает морпех, которому Томми спас жизнь в одном из боёв иракского конфликта. Информация о герое-спасителе мгновенно разлетается по всем СМИ, и у Томми появляется большое число поклонников, толпа морских пехотинцев является на «Спарту», чтобы поддержать бывшего сослуживца. Пэдди, в свою очередь, заявляет о том, что гордится сыном, но тот возмущается и в гневе оскорбляет его. Конлон-старший уходит в номер гостиницы и напивается «в стельку». Через несколько дней CNN выясняет, что Томми Конлон — дезертир, сбежавший с поля боя в Ираке и спасший того морпеха совершенно случайно. На «Спарту» прибывает полиция, которая задержит Конлона после окончания турнира.
«Спарта» начинается. Томми одерживает победы в первом раунде, обрушивая на противников неистовый град сокрушительных ударов. Брендан побеждает почти на грани поражения, благодаря своей борцовской технике. В полуфинале Брендан побеждает непобедимого российского бойца Кобу. Братья встречаются в финале. Томми с первой же минуты не ограничивает себя в ударах, вымещая свою злобу на брате, Брендан защищается как может. В середине боя Брендан проводит болевой приём, однако Томми, не желая сдаваться, наносит удары по противнику и серьёзно повреждает себе плечевой сустав. С неработающей рукой он выходит на следующий раунд. Брендан умоляет его остановиться, но Томми всё же пытается нокаутировать брата. Брендан ударами сбивает Томми и проводит удушающий приём, говоря при этом, что любит его. Томми сдаётся и победителем турнира «Спарта» становится Брендан Конлон. В финальной сцене фильма Брендан и Томми идут по павильону, обнявшись, а на них смотрит их улыбающийся сквозь слёзы отец.

## В ролях
- Джоэл Эдгертон — Брендан Конлон
- Том Харди — Томми Риордан / Конлон
- Ник Нолти — Пэдди Конлон
- Дженнифер Моррисон — Тесс Конлон
- Фрэнк Грилло — Фрэнк Кампана
- Курт Энгл — Коба
- Джейк Маклафлин — Марк Брэдфорд
- Фернандо Чиен — Фенрой
- Ноа Эммерих — Дэн Тэйлор
- Кевин Данн — Джо Зито
- Дензел Уитакер — студент
- Максимилиано Эрнандес — Колт Бойд
- Эрик Эппл — Бешеный пёс
- Ванесса Мартинес — Пилар Фернандес
- Нейт Марквардт — Карл Краллер
- Энтони Джонсон — Орландо Ли (Полночь)
- Брайан Каллен — играет самого себя
- Сэм Шеридан — играет самого себя

## Отзывы
Фильм получил в основном положительные отзывы. Согласно сайту Rotten Tomatoes на основе 166 рецензий 83 % критиков дали фильму положительную оценку. Общий консенсус — «Воин» использует множество клише жанра, но превосходит их боевыми сценами и игрой актёров. Роджер Эберт дал фильму 3 звезды из 4, при этом отметив, что редко в боевых фильмах мы желаем победы обеим сторонам. Также он похвалил режиссёрскую работу О’Коннора и игру Ника Нолти.
На 84-й церемонии вручения премии «Оскар» фильм боролся в номинации «Лучшая мужская роль второго плана» (Ник Нолти). Нолти был также номинирован на премию Гильдии киноактёров США.

## Ремейк
В 2015 году вышел российский фильм «Воин», который почти ничем не отличается от оригинала. В том же году был снят болливудский ремейк «Братья», спродюсированный Караном Джохаром.

## Номинации
- 2012 — номинация на премию «Оскар» за лучшую мужскую роль второго плана (Ник Нолти)
- 2012 — номинация на премию «Выбор критиков» за лучшую мужскую роль второго плана (Ник Нолти)
- 2012 — номинация на премию Гильдии киноактёров США за лучшую мужскую роль второго плана (Ник Нолти)
- 2012 — номинация на премию канала MTV за лучшую драку (Том Харди и Джоэл Эдгертон)
- 2011 — 3 номинации на премию «Спутник»: лучшая мужская роль (Том Харди), лучшая мужская роль второго плана (Ник Нолти), лучший монтаж (Аарон Маршалл, Джон Гилрой, Мэтт Шесс, Шон Альбертсон)